# Elise Manuela Kameni
Elise Manuela Kameni est une figure du cinéma camerounais à  multiple casquettes (actrice, réalisatrice, scénariste et productrice). Elle est née le 27 octobre 1976 à Yaoundé.

## Biographie

### Débuts et formation
Élise a commencé sa carrière comme actrice principale dans une série télévisée qui a duré six ans. Cette expérience lui a permis d'acquérir des compétences dans le domaine du cinéma. Elle a ensuite approfondi ses connaissances en participant à l'atelier de critique cinématographique organisé par le festival FIFMI 2012, animé par Jean Marie Mollo Olinga et à divers ateliers de scénarisation et de réalisation, animés par des professionnels tels que Jean Pierre Bekolo et Bernard Nagmo. Autodidacte, elle a su se former tout en travaillant comme assistante réalisatrice et responsable de producti sur plusieurs projets.

### Contributions cinématographique et juridiques
Elle est membre fondatrice de la SCAAP (Société Civile des Arts Audiovisuels et Photographiques) et de la SOCILADRA (Société Civile des Droits Littéraires et Dramatiques). En plus de cela elle est jurée dans plusieurs festivals dont les Trophées Francophones (2017) et  le FIFIREL (2019). Également Titulaire d'un Master II en Droit des Affaires, elle met ses compétences juridiques au service de l'industrie cinématographique à travers la rédaction de contrats pour l'ADAMIC, l'accompagnement juridique de projets culturels et la défense des droits de propriété intellectuelle .

### Vie associative
En plus de ses activités cinématographiques, Élise Kameni est active dans le domaine social. Elle a fondé l'Association des Maquilleurs de Cinéma du Cameroun (ASMACC) en 2016, visant à promouvoir les arts du maquillage et à former les jeunes intéressés par ce métier. Elle cofonde en 2011 l'ADAMIC (Association des Dames de l'Image du Cameroun), qu'elle préside jusqu'à aujourd'hui. Cette structure organise des ateliers de formation et plaide pour la représentation des femmes dans les instances décisionnelles du cinéma. Sous sa direction, ADAMIC s'est engagée à fournir des opportunités de formation et de mentorat aux femmes, favorisant ainsi leur professionnalisation dans le domaine. Élise a également été impliquée dans la création d'ateliers et de masterclasses destinés à renforcer les compétences des femmes cinéastes.

## Filmographie
Kameni a réalisé plusieurs courts métrages et est également l'auteure de plusieurs œuvres radiophoniques diffusées par la CRTV (Cameroon Radio Television).
- Hiich (2011) - Réalisatrice
- L'étoile de Noudi (1989) - Actrice
- Double Peine (2016) - Réalisatrice
- La Sottise (2010) - Réalisatrice[4].

Elle a également collaboré avec divers producteurs et réalisateurs, renforçant ainsi son réseau professionnel dans l'industrie.

## Distinctions et récompenses
Élise Kameni a été récompensée à plusieurs reprises pour son travail dans le cinéma. Parmi ses distinctions notables figurent :
- Lion d'Or décerné par l'association des jeunes sans frontières.
- Prix du public au Festival d'Image Vivante.
- Deuxième prix au concours BINGA TALENT.
- Prix Réseau au Festival International du Court Métrage de Douala[3]